# زنان در چاد
زنان در چاد (انگلیسی: Women in Chad) کشوری محصور در خشکی در آفریقای مرکزی، ستون اصلی اقتصاد عمدتاً روستایی آن هستند و تعداد آنها از مردان بیشتر است. چاد کشوری با شیوه‌های فرهنگی گوناگون و غنی مانند مسابقات زیبایی مردانه با داوری زنان است. علیرغم تعداد بیشتر آنها در جمعیت عمومی، زنان بسیار کمی در سمت‌های دولتی وجود دارند و برابری جنسیتی در چاد وجود ندارد. بانک جهانی چاد را سومین کشور بد آفریقا برای برابری جنسیتی می‌داند. علاوه بر این، تعداد کمی از زنان هستند که به تحصیلات عالی می‌رسند، و بسیاری از کسانی که مدرک دانشگاهی دریافت می‌کنند در خارج از کشور این کار را انجام می‌دهند.
زنان با تبعیض و خشونت روبرو هستند. ختنه زنان، اگرچه غیرقانونی است، اما هنوز به‌طور گسترده انجام می‌شود. ازدواج کودکان و حاملگی نوجوانان معمولاً وجود دارد، اگرچه برخی از سیاست‌ها برای مبارزه با آنها اجرا شده‌است. قتل‌های فراقانونی، ضرب و شتم، شکنجه و تجاوز جنسی توسط نیروهای امنیتی و سایر سوء استفاده‌ها با مصونیت قضایی انجام می‌شوند. عفو بین‌الملل گزارش داده‌است که «ناامنی گسترده در شرق چاد عواقب شدیدی برای زنان داشته‌است که در جریان حملات به روستاها توسط شبه‌نظامیان جنجوید از سودان از نقض شدید حقوق بشر، از جمله تجاوز جنسی رنج می‌برند».

## تحصیلات
علیرغم تلاش‌های دولت، سطوح آموزشی کلی در پایان دهه اول استقلال پایین باقی ماند. در سال ۱۹۷۱ حدود ۹۹ درصد از زنان بالای پانزده سال نمی‌توانستند فرانسوی بخوانند، بنویسند یا صحبت کنند، که در آن زمان تنها زبان رسمی ملی بود. سواد به زبان عربی ۷٫۸ درصد بود. در سال ۱۹۸۲ نرخ کلی باسوادی حدود ۱۵ درصد بود.
مشکلات عمده مانع توسعه آموزش چاد از زمان استقلال شده‌است. بودجه آموزش و پرورش بسیار محدود بوده‌است. امکانات و پرسنل محدود ارائه آموزش کافی را برای سیستم آموزشی دشوار کرده‌است. ازدحام جمعیت بیش از حد یک مشکل عمده است. برخی از کلاس‌ها حدود ۱۰۰ دانش آموز دارند. در سال‌های پس از استقلال، بسیاری از معلمان دبستان فقط دارای مدارک ابتدایی بودند. در مقاطع بالاتر، وضعیت از این هم بدتر بود.
در سال ۲۰۰۴، ۳۹٫۶ درصد از کودکان ۵ تا ۱۴ ساله در مدرسه حضور داشتند. فرصت‌های آموزشی برای دختران، عمدتاً به دلیل سنت‌های فرهنگی، محدود است. تعداد دختران کمتری نسبت به پسران در دبیرستان ثبت نام می‌کنند که عمدتاً به دلیل ازدواج زودهنگام است. در سال ۱۹۹۹، حدود ۵۴٫۰ درصد از کودکانی که مدرسه ابتدایی را شروع کردند به کلاس ۵ رسیدند.

## حقوق زنان

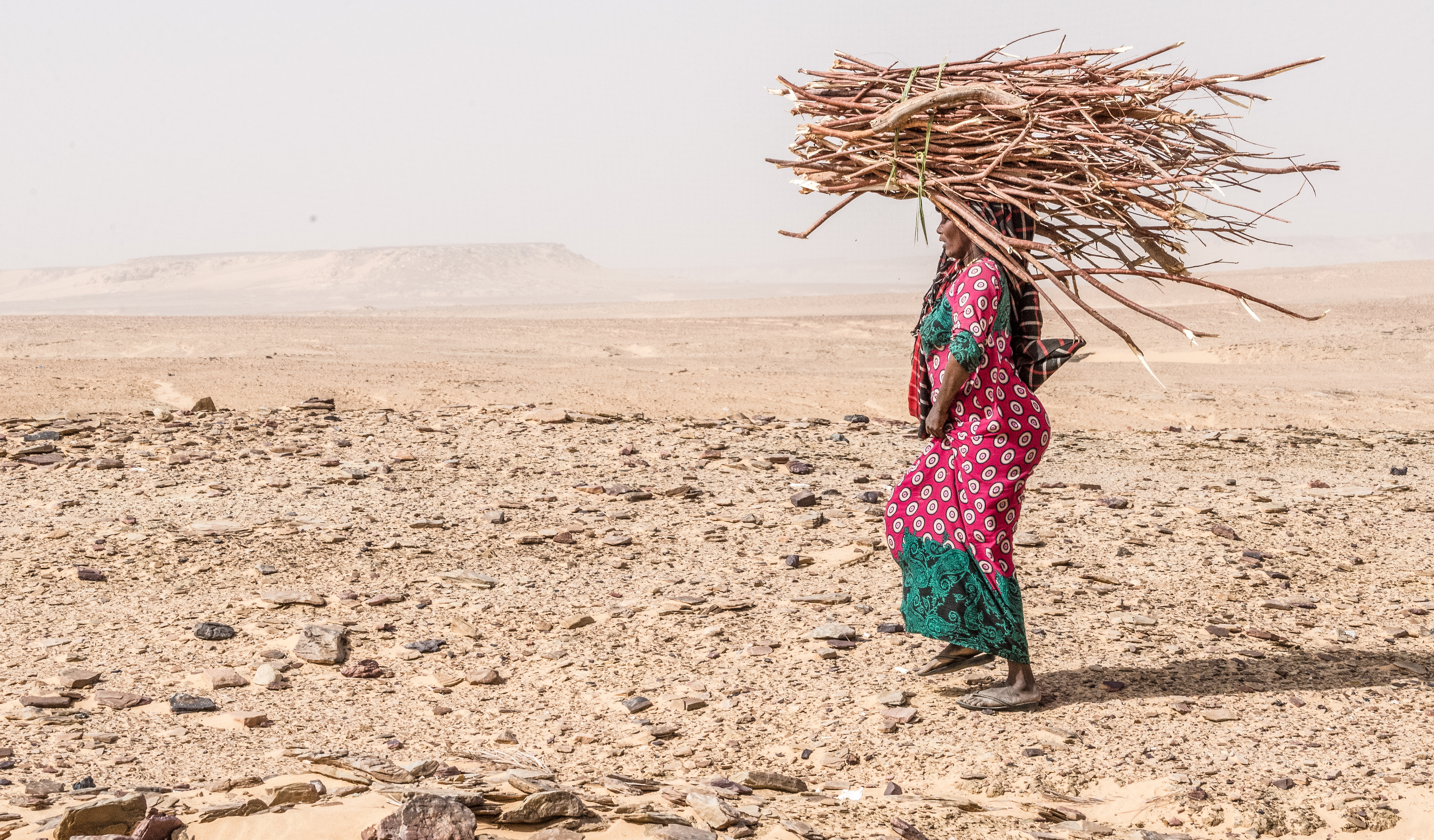
جمع‌اوری هیزم توسط زنان

### قاچاق انسان
چاد یک کشور مبدأ و مقصد برای کودکانی است که در معرض قاچاق انسان به ویژه شرایط کار اجباری و تن‌فروشی اجباری قرار دارند. مشکل قاچاق در کشور اساساً داخلی است و غالباً شامل این است که والدین در ازای وعده‌های آموزشی، کارآموزی، کالا یا پول، فرزندان را به بستگان یا واسطه‌ها می‌سپارند. فروش یا مبادله کودکان به بردگی غیرارادی خانگی یا گله داری به عنوان وسیله ای برای بقا توسط خانواده‌هایی استفاده می‌شود که به دنبال کاهش تعداد نان‌خور برای تغذیه هستند.
دختران کم سن و سال چاد در جستجوی کار به شهرهای بزرگتر سفر می‌کنند، جایی که برخی از آنها متعاقباً مورد تن‌فروشی قرار می‌گیرند. برخی از دختران برخلاف میل خود مجبور به ازدواج می‌شوند تا از سوی شوهرانشان به خدمتکاری غیرارادی خانگی یا کار در زمین‌های کشاورزی مجبور شوند. در دوره‌های گذشته، قاچاقچیان کودکان را از کامرون به مناطق نفتی چاد برای بهره‌برداری جنسی تجاری منتقل می‌کردند.

## سیاست
پس از کشته شدن رئیس‌جمهور ادریس دبی در ۲۰ آوریل ۲۰۲۱، کودتایی رخ داد که منجر به عزل مجلس ملی شد. حکومت نظامی حاکم اکنون مسئول وظایفی است که قبلاً توسط مجلس ملی انجام می‌شد. مجلس شورای ملی تا قبل از انحلال دارای ۱۸۸ نماینده بود که ۲۸ نفر از آنها زن بودند.